# Monotonie (Phonetik)
Die Monotonie (griech. μονότονος, monótonos „eintönig“) bezeichnet in der Phonetik die Eintönigkeit und Gleichförmigkeit der Intonation. Beim Vergleich von Tonsprachen in der Sprachtypologie bezeichnet Monotonie das Fehlen diverser bedeutungsunterscheidender Tonhöhen.